# Gologanu
Gologanu is een Roemeense gemeente in het district Vrancea.
Gologanu telt 3373 inwoners.

</text>